# Yannick Garcia Porres
Yannick Garcia Porres   (Amposta, 1979) és un escriptor, intèrpret, traductor i corrector editorial català.
Va estudiar Traducció i Interpretació a la Universitat Pompeu Fabra. Va rebre el Premi de Poesia Gabriel Ferrater 2003 pel seu recull De dalt i de baix (Edicions 62, 2003) i va col·laborar en l'antologia de poesia ebrenca Terres d'aigua. Poemari de les Terres de l'Ebre (Cossetània, 2004). Ha participat en diversos recitals poètics.
Alguns poemes seus han estat musicats per cantautors com Jesús Fusté o Albert Reverter i ha col·laborat en espectacles poeticomusicals amb Mariona Sagarra. També ha publicat en revistes, com Núvol o Paperdevidre, i participa en la tertúlia sobre llibres del programa Cabaret elèctric d'iCat.fm. Anteriorment va exercir la docència universitària de la interpretació a la Facultat de Traducció de la Universitat Pompeu Fabra. Ha traduït novel·les, relats i obres de divulgació d'autors com Jules Verne, Michael Connelly, Sebastian Barry o George Saunders. En l'àmbit creatiu, s'ha format en escriptura teatral a l'Obrador de la Sala Beckett i en creació literària a la Universitat Pompeu Fabra. Barbamecs, recull de relats que va merèixer el Premi Vila de l'Ametlla de Mar 2012, és la seva primera obra narrativa.
Yannick Garcia va guanyar el Premi Documenta 2013 amb el conjunt de relats La nostra vida vertical, publicat el 2014 per L'Altra Editorial.

## Obra

### Poesia
- 2003 - De dalt i de baix

### Narrativa
- 2012 - Barbamecs
- 2014 - La nostra vida vertical

### Traduccions
De l'anglès al català
- Whitehead, Colson. El ritme de Harlem.  Edicions del Periscopi, 2023, p. 400. ISBN 978-84-19332-17-2.
- Melville, Herman. Quiquiriquic!.  Comanegra, 2023, p. 280. ISBN 978-84-19590-12-1.
- Conrad, Joseph. Tifó.  Navona, 2023, p. 176. ISBN 978-84-19311-32-0.
- Austen, Jane. Orgull i prejudici.  La Casa dels Clàssics, 2021, p. 432. ISBN 978-84-9859-375-4.
- Conrad, Joseph. El cor de les tenebres.  Sembra llibres, 2017, p. 136. ISBN 978-84-16698-19-6.